# Bitka pri Youngovi hiši
Bitka pri Youngovi hiši je bil spopad, ki se je odvil zunaj New Yorka med britanskimi in ameriškimi silami 3. februarja 1780 med ameriško revolucionarno vojno. Britanske sile so napadle in uničile postojanko Kontinentalne vojske v okrožju Westchester, New York.

## Ozadje
Po uspešni zasedbi New Yorka s strani britanske vojske leta 1776, v drugem letu ameriške revolucionarne vojne, so območja okoli mesta, ki so ležala med ameriškimi in britanskimi linijami, postala nikogaršnja zemlja. Ta območja, ki so vključevala okrožje Westchester, New York in Greenwich, Connecticut, so bila pogosto prizorišče roparskih akcij med sprtimi stranmi. Konec leta 1779 je ta nikogaršnja zemlja vključevala Tarrytown in White Plains. Ameriške linije niso bile daleč severno od tega območja, segale so v Mount Pleasant. Postojanka pri Four Corners (v današnjem delu Thornwooda v Mount Pleasantu) je zasedala še posebej ugoden teren, in njena zasedba je bila večkrat sporna. Postojanka je bila na posestvu Josepha Younga, lokalnega posestnika; njegovo hišo in skednje so od avgusta 1776 zasedale čete Kontinentalne vojske. Decembra 1778 je britanski napad zajel majhno garnizijo, nameščeno tam. Požgali so skedenj, vendar niso zasedli postojanke, in to so jo v začetku leta 1779 hitro ponovno zasedle čete Kontinentalne vojske.

## Bitka
Morda v povračilo za napad januarja 1780, ki so ga izvedli Američani proti britanski postojanki pri Kingsbridgeu, so se Britanci odločili za napad na postojanko pri Youngovi hiši. Ponoči 2. februarja 1780 sta podpolkovnik Chapple Norton in mešana sila pehote in konjenice zapustila višine blizu Fort Knyphausen (kot so Britanci imenovali Fort Washington). Sila je bila sestavljena iz štirih bočnih čet iz 1. in 2. brigade gardistov, 100 Hessijcev iz dveh polkov, nameščenih pri Kingsbridgeu, čete 40 konjenikov lojalistov, ki jih je vodil James DeLancey in skupin konjenikov in pešcev hessenskih jägerjev, skupaj med petsto in šeststo možmi. S seboj so prinesli dva majhna poljska topa in se odpravili s sanmi zaradi globokega snega. Vendar so sani in poljska topa pustili za seboj, ko so ugotovili, da se moški hitreje premikajo peš. Zaradi težkih razmer (vključno s snegom, globokim do 60 cm) odprava ni dosegla ameriških linij do 9. ure zjutraj 3. februarja 1780.
Postojanka pri Youngovi hiši je bila osrednja točka za garnizijo, ki je varovala del ameriške linije, ki se je raztezala približno 2 mi (3,2 km) zahodno proti reki Hudson in nekoliko dlje proti vzhodu. Garnizija 250 mož je bila sestavljena iz petih čet iz 1., 3., 9., 14. in 15. polka Massachusettsa in so bile pod splošnim poveljstvom podpolkovnika Josepha Thompsona. Kapetana Stoddard in Roberts iz 15. in 1. sta bila nameščena na zahodu, stotnik Farley iz 9. in stotnik Cooper iz 14. sta bila nameščena na vzhodu in stotnik Watson iz 3. je bil s Thompsonom v hiši. Kmalu pred prihodom Britancev je lokalni moški opozoril Thompsona, da je na poti veliko število Britancev. Thompson je očitno podcenjeval poročano velikost sile,ker je poslal le kurirje, da bi odpoklical štiri čete, ki so bile na straži.
Prvi stik med stranema je bil med predhodnico britanskih sil in stražo, ki jo je sestavljal narednik in njegova ekipa. Straža se je spopadla z Britanci, vendar so jo konjeniki hitro preplavili in ujeli. Britanska konjenica je nato odjahala proti hiši, kamor sta že prispela stotnik Roberts in njegova četa ter se postavila na desno stran hiše. Po izmenjavi ognja na dolge razdalje se je konjenica ustavila, da bi počakala na pehoto, ki je prispela približno ob istem času kot četa stotnika Farleyja; četi Stoddarda in Cooperja nista prispeli pravočasno, da bi sodelovali. Nato se je začel močan ogenj med tremi ameriškimi četami in britanskimi silami, ki je trajal približno 15 minut. Številčno močnejše britanske sile so obkolile Američane in uspešno zasedle sadovnjak za hišo. Roberts je bil smrtno ranjen, ameriška linija pa se je prebila, pri čemer so nekateri vojaki pobegnili v hišo, drugi pa so poskušali pobegniti na podeželje. Ameriške čete v hiši so se držale še malo dlje, vendar so Britanci hišo skupaj s prizidki zažgali, kar je prisililo prebivalce k predaji, medtem ko so konjeniki lovili zaostale zunaj.

## Posledice
Britanci so zajeli 76 ameriških vojakov, med njimi podpolkovnika Thompsona, stotnika Watsona in stotnika Farleyja, 17 ranjenih Američanov pa je ostalo. Ujetnike so odpeljali v Kingsbridge. Viri se ne strinjajo ali je bil Joseph Young prisoten med bitko. Nekateri zgodovinarji trdijo, da je bil ujet med napadom decembra 1778, medtem ko drugi menijo, da ni bil ujet do te akcije. Po napadu je Wilhelm von Knyphausen pisal Nortonu, da bi mu čestital: 
 Njegova ekscelenca generalpodpolkovnik Knyphausen želi, da se v javnih ukazih izreče zahvala podpolkovniku Nortonu iz Brigade gardistov za njegovo dobro vodenje in pogumno ravnanje pri napadu in prisilni zasedbi znatnega dela upornikov, ki so bili ugodno nameščeni pri Youngovi hiši v bližini White Plains, zjutraj 3. tega meseca. Njegova ekscelenca se zahvaljuje častnikom in navadnim vojakom različnih oddelkov, ki so bili zaposleni pri tej službi in general je še posebej hvaležen častnikom in možem West Chester Refugees za njihovo zelo odločno ravnanje ob tej in prejšnjih priložnostih.